# 内歯
内歯（ないし）とは、クワガタの大アゴの一部を表す専門用語である。

## 解説
大アゴの内側にある突起のことである。
- 内歯が一本しかないオオクワガタが一番分かりやすい。
- 数え方は、根元から第一内歯、第二内歯と数える。
- また、内歯がないクワガタも存在する。

### 鋸歯
ギザギザになっている内歯のことである。
ノコギリクワガタに多い。

### 多型
大アゴの形状が一定ではなく、別々の形が現れることである。

## 内歯と長さの関係
大アゴが長ければ長いほど内歯は消失し、短いほど鋸歯が多くなる。
- 小歯型：大アゴが短い個体のことを指す。短歯型（たんしけい）ともいう。
- 中歯型：内歯が1～数本出現することが多い。
- 大歯型：大アゴが長い個体のこと。